# 迪尔菲尔德 (马萨诸塞州)
迪尔菲尔德（英語：Deerfield）是美国马萨诸塞州富兰克林县的一个镇。
根据2000年美国人口普查，共有4,750人，其中白人占97.24%。